# Barmeath Castle
Barmeath Castle (irisch Caisleán Bhearna Mheá) ist eine Kastellburg in Grangebellew, westlich von Dunleer im Zentrum des irischen County Louth.
Die Burg wurde im 15. Jahrhundert als Tower House errichtet. Die Familie Bellew lebte dort seit 1670. Ende des 17. Jahrhunderts wurde das Tower House renoviert und in die heutige Kastellburg im georgianischen Stil integriert. 1830 ließ Patrick Bellew die Burg erweitern und einen Eingangsturm mit Fallgatter hinzufügen.
Von besonderem Interesse ist der 4 Hektar große Landschaftsgarten mit einem See, einer Insel darin, einer Felsbrücke und einem Muschelhaus, den der Gartenarchitekt Thomas Wright im 18. Jahrhundert gestaltete. Burg und Garten liegen in einem 120 Hektar großen Park.